# نورآباد (ازبکستان)
نورآباد، ازبکستان (به ازبکی: Nurobod) یک منطقهٔ مسکونی در ازبکستان است که در شهرستان بلنغور واقع شده‌است. نورآباد ۱۰٬۸۱۹ نفر جمعیت دارد.